# Academia Militar de Nueva York
La Escuela Militar de Nueva York (NYMA) es un internado mixto de preparación universitaria en la ciudad de Cornwall, a 97 km al norte de la ciudad de Nueva York, y una de las escuelas militares más antiguas de los Estados Unidos. Originalmente una escuela de niños, comenzó a admitir niñas en 1975. El 3 de marzo de 2015, NYMA solicitó la protección por bancarrota del Capítulo 11, y se vendió en una subasta al Centro de Investigación de la Fundación de propiedad natural de China sobre Natural Conservation Inc., que reabrió la escuela en noviembre de 2015. El Centro de Investigación luego invirtió millones de dólares en el campus para apoyar la instrucción y las mejoras de capital. El campus también ha sido sede de campamentos populares como Camp All America en la década de 1980 y actualmente del Programa de Liderazgo de NYMA.

## Historia
NYMA tiene una larga historia como escuela preparatoria universitaria con una estructura militar que inscribe a estudiantes del área metropolitana de Nueva York, así como de todo el país y el mundo. Fue fundado en 1889 por el veterano de la guerra civil estadounidense y exmaestro de escuela de New Hampshire Charles Jefferson Wright, excomandante de cadetes de la cercana Academia Militar Peekskill. El sucesor de Wright, Sebastian Jones, presidió la academia desde 1894 hasta 1922, guiándola durante su período más crítico de crecimiento desde una institución joven y pequeña de 48 cadetes, a través de un incendio desastroso en 1910, y durante un extenso programa de reconstrucción.
Anteriormente admitía estudiantes de quinto grado pero luego solo aceptaba estudiantes de octavo grado. En algunos años, el campus también organizó una "Escuela Secundaria NYMA" no militar para los grados uno a seis.
Con el tiempo, el campus se expandió de 30 acres (12 ha) a un pico de 550 acres (220 ha), y la inscripción alcanzó un máximo de 525 estudiantes durante la década de 1960. Las niñas han sido admitidas desde 1975. NYMA es miembro de la Asociación de Colegios y Escuelas Militares de los Estados Unidos, así como de varias otras asociaciones escolares.

### Dificultades financieras
Debido a problemas financieros y la inscripción que había disminuido a 145 estudiantes, la escuela debía cerrar en junio de 2010. Sin embargo, un grupo de exalumnos y empresarios locales crearon un plan para salvar la escuela, recaudando casi $ 6 millones de financiación en cuestión de semanas, y con la esperanza de vender algunas partes menos utilizadas del campus.
La academia no abrió en septiembre de 2015 para el semestre de otoño, y en su lugar se dirigió a una subasta por bancarrota. El 30 de septiembre, NYMA fue subastada por $ 15.825 millones al Centro de Investigación de Natural Conservation Inc., propiedad de China, una corporación sin fines de lucro dirigida por el multimillonario Vincent Tianquan Mo, Presidente y CEO de SouFun Holdings, una compañía que cotiza en la Bolsa de Nueva York, que también opera como Fang Holdings Ltd., uno de los portales de internet de bienes raíces más grandes de China. La fundación también compró el cercano EH Harriman Estate en 2011 y el antiguo campus de 37 acres de la Universidad Pace en Briarcliff Manor en 2017. La escuela volvió a abrir el 2 de noviembre de 2015, con "un puñado de estudiantes que regresan" y una campaña de reclutamiento. Para 2016–17, el año académico comenzó con un total de 29 estudiantes. Para 2019, la escuela había crecido a un tamaño de 100 cadetes masculinos y femeninos, tanto de día como de internado, con 12 naciones representadas y 1,000 estudiantes adicionales que asistían a programas especiales durante todo el año.

## Ubicación
La escuela está ubicada en la ciudad de Cornwall, Nueva York, y utiliza la dirección postal de la aldea Cornwall-on-Hudson a pesar de estar justo fuera de su límite oficial.
Geográficamente, la academia se encuentra en las tierras altas de Hudson, al pie de la montaña Storm King, al oeste del río Hudson y a 10 km al norte de West Point. NYMA está aproximadamente a 60 millas (97 km) al norte de la ciudad de Nueva York, o alrededor de una hora en automóvil. Esto coloca a NYMA en la región Mid-Hudson del Valle de Hudson, a la que se puede acceder en avión (KSWF, KEWR, KLGA, KJFK, KALB), así como en tren (Amtrak y Metro-North), autobús (línea corta) y automóvil.

## Vida Estudiantil

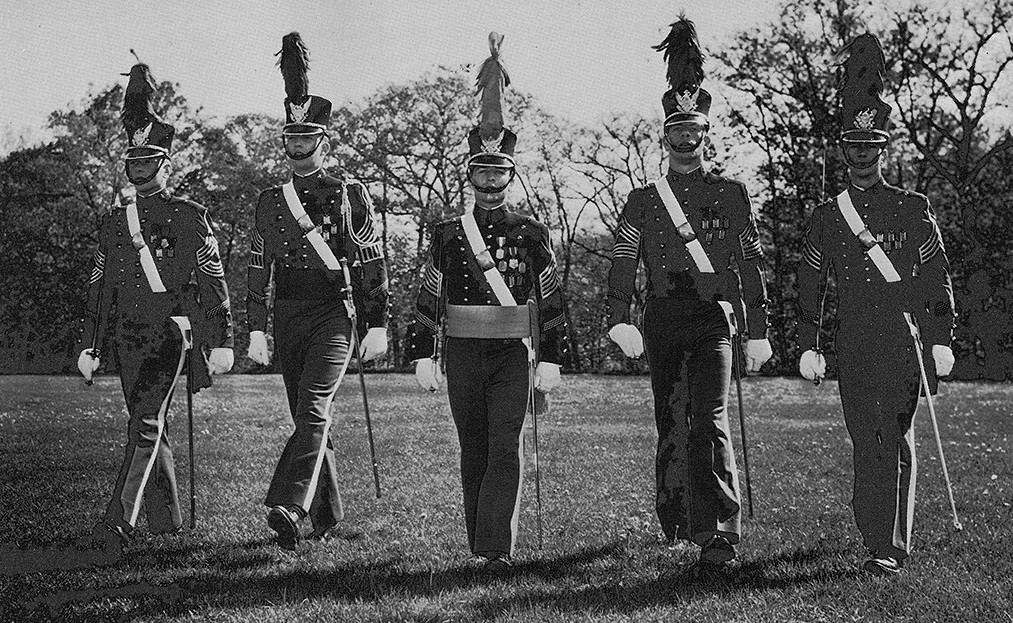
Estudiantes de NYMA en uniforme, 1964. Incluye al futuro presidente Donald Trump (segundo desde la izquierda).

Los días en NYMA generalmente comienzan a las 6:00 a. m. y terminan a las 10:00 p. m. Los cadetes asisten a clases que coinciden con sus necesidades durante ese tiempo y también participan en deportes interescolares o intramuros, actividades y sala de estudio. Durante los fines de semana cerrados, se espera que los cadetes asistan a capacitación adicional de liderazgo, simulacro y ceremonia, y mantengan la apariencia de sus respectivos cuarteles. Al tener la oportunidad de un fin de semana abierto, los cadetes con buena reputación académica pueden solicitar un permiso de fin de semana. Junto con lo académico, el atletismo y el liderazgo, el cuarto "pilar" de la vida de cadete es el personaje, reforzado continuamente por el código de honor de cadetes que NYMA comparte con West Point.

### Organización
La estructura del Cuerpo de Cadetes se ajusta según el número de estudiantes matriculados en la academia. Como escuela militar, el Cuerpo de Entrenamiento de Oficiales de Reserva Júnior (JROTC) es un componente clave, y se requiere la participación para graduarse. El batallón ha consistido típicamente en:
- Comando personal
- Compañía de la banda
- Los días en NYMA generalmente comienzan a las 6:00 a. m. y terminan a las 10:00 p. m. Los cadetes asisten a clases que coinciden con sus necesidades durante ese tiempo y también participan en deportes interescolares o intramuros, actividades y sala de estudio. Durante los fines de semana cerrados, se espera que los cadetes asistan a capacitación adicional de liderazgo, simulacro y ceremonia, y mantengan la apariencia de sus respectivos cuarteles. Al tener la oportunidad de un fin de semana abierto, los cadetes con buena reputación académica pueden solicitar un permiso de fin de semana. Compañías de línea : Alpha, Bravo, Charlie, Foxtrot y Golf
- Tropa Delta o "D-troop": una unidad de caballería extraída del programa ecuestre (que no se ejecuta actualmente)

### Atletismo
NYMA ha competido en fútbol, baloncesto, béisbol, fútbol, bolos, lacrosse, rugby, natación, softball, atletismo, voleibol, campo a través, lucha libre, tenis, equipo de rifle, golf, equipo de perforación y asaltantes. Generalmente se requiere que cada cadete compita durante todo el año. La mascota de la escuela es el Caballero. Los equipos han competido en la Hudson Valley Athletic League, una liga miembro de la New England Preparatory School Athletic Conference(NEPSAC) NYMA es el actual campeón de la clase de baloncesto "D" de la Conferencia Atlética de la Escuela Preparatoria de Nueva Inglaterra 2018. En 2019, NYMA amplió sus logros para incluir no solo el campeonato de la clase "D" de baloncesto de la Conferencia Atlética de la Escuela Preparatoria de Nueva Inglaterra, sino que también ganó el campeonato de niñas NEPSAC clase "E" también.

### Novatadas
En décadas anteriores, las regulaciones oficiales de la NYMA permitieron un cierto nivel de novatadas y disciplina física por parte de supervisores y cadetes mayores, aunque los administradores superiores de la academia se vieron obligados a renunciar después de un incidente particularmente grave en 1964.
Si bien las reglas y políticas de la escuela prohibieron las novatadas más tarde, se resolvió una demanda en la que se afirmaba que el abuso físico y emocional en forma de novatadas había tenido lugar en 2005. NYMA citó la publicidad adversa del incidente de 2005 como una de las razones por las que la escuela casi cerró en 2010.

## Alumnos notables
- Robert (Tex) Allen, clase de 1924, actor
- Robert Todd Lincoln Beckwith, clase de 1923 (no se graduó), último descendiente de Abraham Lincoln
- Bob Benmosche, Clase de 1962, presidente y CEO de las compañías de seguros MetLife y AIG
- James E. Briggs, clase de 1924, general en la Fuerza Aérea de EE. UU.Donald Trump a los 17 años (anuario de 1964)

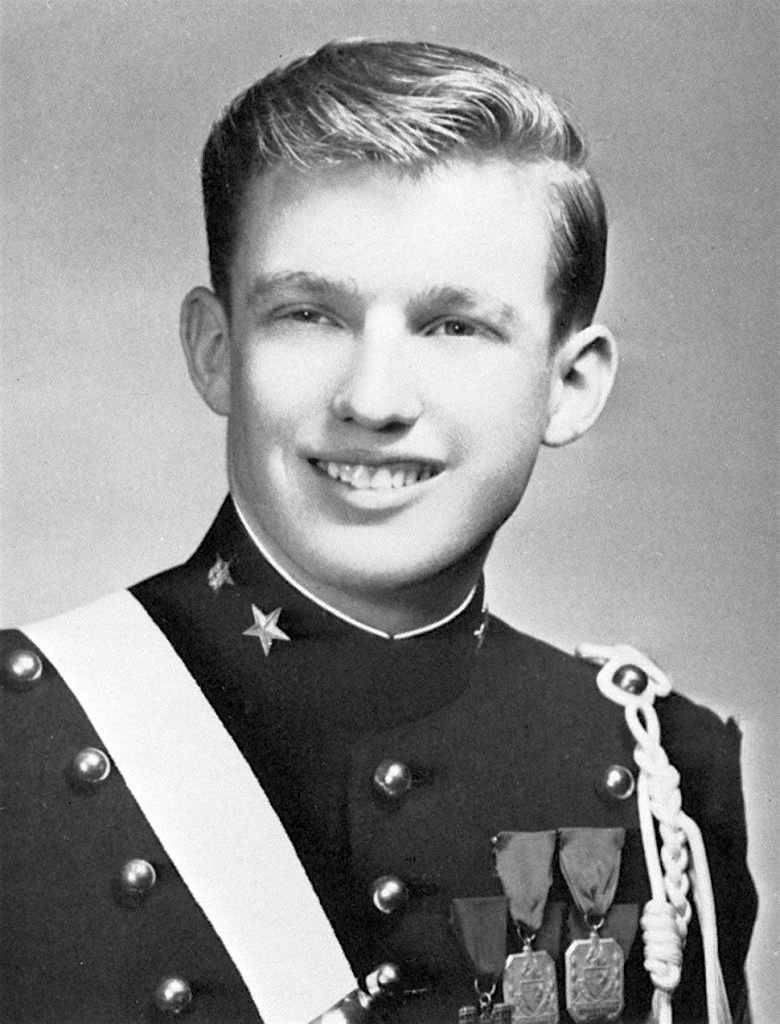
Donald Trump a los 17 años (anuario de 1964)

- Les Brown, clase de 1932, director de banda
- Daniel Cassidy (1943–2008), autor
- Francis Ford Coppola, Clase de 1956 (no se graduó), director de cine ganador del Oscar
- Richard J. Daronco (1931–1988), juez federal
- Art Davie, clase de 1964, fundador del Ultimate Fighting Championship
- Fairleigh Dickinson Jr., clase de 1937, empresario y político.
- Troy Donahue, clase de 1954, actor
- William C. Eddy (1902–1989), pionero de las tecnologías electrónicas.
- Homer Gilbert (1909–1943), también conocido como "Knuckles Boyle", jugador de fútbol profesional
- John A. "Junior" Gotti, Clase de 1982, figura del crimen organizado
- Johnny Green (1908–1989), compositor y arreglista musical ganador del Oscar
- Lew Hayman (1908–1984), entrenador de fútbol canadiense
- Robert Douglas Heaton (1873–1933), político
- Matt Joyce, Clase de 1989, jugador de fútbol profesional.
- Martin Kunert (nacido en 1970), director de cine y productor de televisión.
- Harold F. Linder, clase de 1917, banquero y embajador
- Tarky Lombardi Jr., clase de 1947, político
- Jack Luden (1902-1951), actor de cine mudo
- Johnny Mandel, Clase de 1944, compositor y arreglista ganador de un Grammy y un Oscar
- Robert B. McClure, clase de 1915, general en el ejército de los EE. UU.
- Joel Rivera (nacido en 1978), político
- Alfred Sieminski (1911–1990, no se graduó), político
- Donald B. Smith, clase de 1965, general en el ejército de los EE. UU.
- Stephen Sondheim, Clase de 1946 (no se graduó), compositor y letrista ganador de Tony, Grammy, Oscar y Pulitzer
- Bob Stiller, clase de 1961, fundador de Green Mountain Coffee
- Albert Tate Jr., clase de 1937, juez
- Donald Trump, clase de 1964, 45.º presidente de los Estados Unidos, empresario, personalidad de televisión
- Spencer Tunick, clase de 1985, fotógrafo

## Edificios principales
- Edificio Académico
- Capilla Davis (contiene el segundo órgano de tubos de teatro más grande de Nueva York, construido por MP Moller en 1927)
- Cuartel Jones
- Biblioteca de stand
- Scarborough Hall
- Pattillo Hall
- Salón Riley (anteriormente Dingley)
- Dickinson Hall
- Alumni Gym and Pool